# Aegialoalaimus cylindricauda
Aegialoalaimus cylindricauda is een rondwormensoort uit de familie van de Aegialoalaimidae.